# Гамма-блискавка

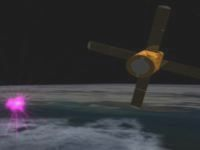
Уявлення художника про гамма-блискавку.

Гамма-блискавка (англ. terrestrial gamma-ray flash, TGF), також відома як темна блискавка (англ. Dark lightning)  — потужні короткотривалі спалахи гамма-випромінювання в атмосфері Землі. Гамма-блискавки були зареєстровані тривалістю від 0,2 до 3,5 мілісекунд та з енергією до 20 МеВ. Вони, ймовірно, виникають внаслідок потужних електричних полів, що утворюються в грозових хмарах. Були також виявлені високоенергетичні позитрони і електрони, що виникають, ймовірно, внаслідок явища народження електрон-позитронних пар гамма-квантами.

## Відкриття
Гамма-блискавки зі сторони Землі були вперше виявлені орбітальною гамма-обсерваторією «Комптон» в 1991 році під час експерименту BATSE (англ. Burst and Transient Source Experiment). Подальші дослідження в Стенфордському університеті в 1996 році пов'язали гамма-блискавки з окремими спалахами блискавок в атмосфері, відбувалися протягом декількох мілісекунд. BATSE виявив тільки невелику кількість гамма-блискавок, оскільки інструменти на супутнику було призначено для вивчення гамма-спалахів із глибокого космосу, які тривають набагато довше.
Новіший супутник RHESSI (англ. Reuven Ramaty High Energy Solar Spectroscopic Imager) спостерігав гамма-блискавки з вищими енергіями, ніж ті, які спостерігалися в експерименті BATSE. Спостерігалося приблизно 50 гамма-блискавок щодня: частіше, ніж вважалося раніше. Утім, це все одно складає дуже малу частку від загальної кількості звичайних блискавок на Землі (в середньому, 3-4 мільйони на добу). Однак реальна кількість гамма-блискавок може бути й більшою, якщо гамма-випромінювання таких блискавок є вузькоспрямованим, або якщо велика кількість гамма-блискавок утворюється на низьких висотах, і гамма-промені поглинаються в атмосфері, не доходячи до детекторів супутника на орбіті.

## Фізична модель
Гамма-блискавки виникають над грозовими хмарами після потужних розрядів звичайної блискавки. Хоча детальної моделі явища ще не існує, складено певні уявлення про фізичні умови виникнення гамма-блискавки. Передбачається, що гамма-кванти випромінюються релятивістськими електронами (які рухаються зі швидкістю, близькою до швидкості світла), котрі зіштовхуються з ядрами атомів у молекулах повітря та випромінюють гамма-кванти внаслідок гальмування. Велика кількість високоенергетичних електронів може утворюватися через лавиноподібне прискорення, обумовлене електричними полями. Це явище називають релятивістською електронною лавиною (англ. Relativistic runaway electron avalanche, RREA). Електричне поле, що потрібне для цього, забезпечують, найімовірніше, звичайні розряди блискавки, так як більшість гамма-блискавок спостерігається протягом кількох мілісекунд після звичайного розряду. Подальші деталі основної фізичної картини явища ще нез'ясовані. Існують також альтернативні моделі явища, що відрізняються здебільшого деталями утворення релятивістських електронів в атмосфері. Роль гамма-блискавок та їх зв'язок зі звичайними блискавками залишається предметом сучасних наукових досліджень[джерело?].